# Stazione di Cittaducale
La stazione di Cittaducale è una stazione ferroviaria posta sulla linea Terni-Sulmona. Serve il centro abitato di Cittaducale.

## Strutture e impianti

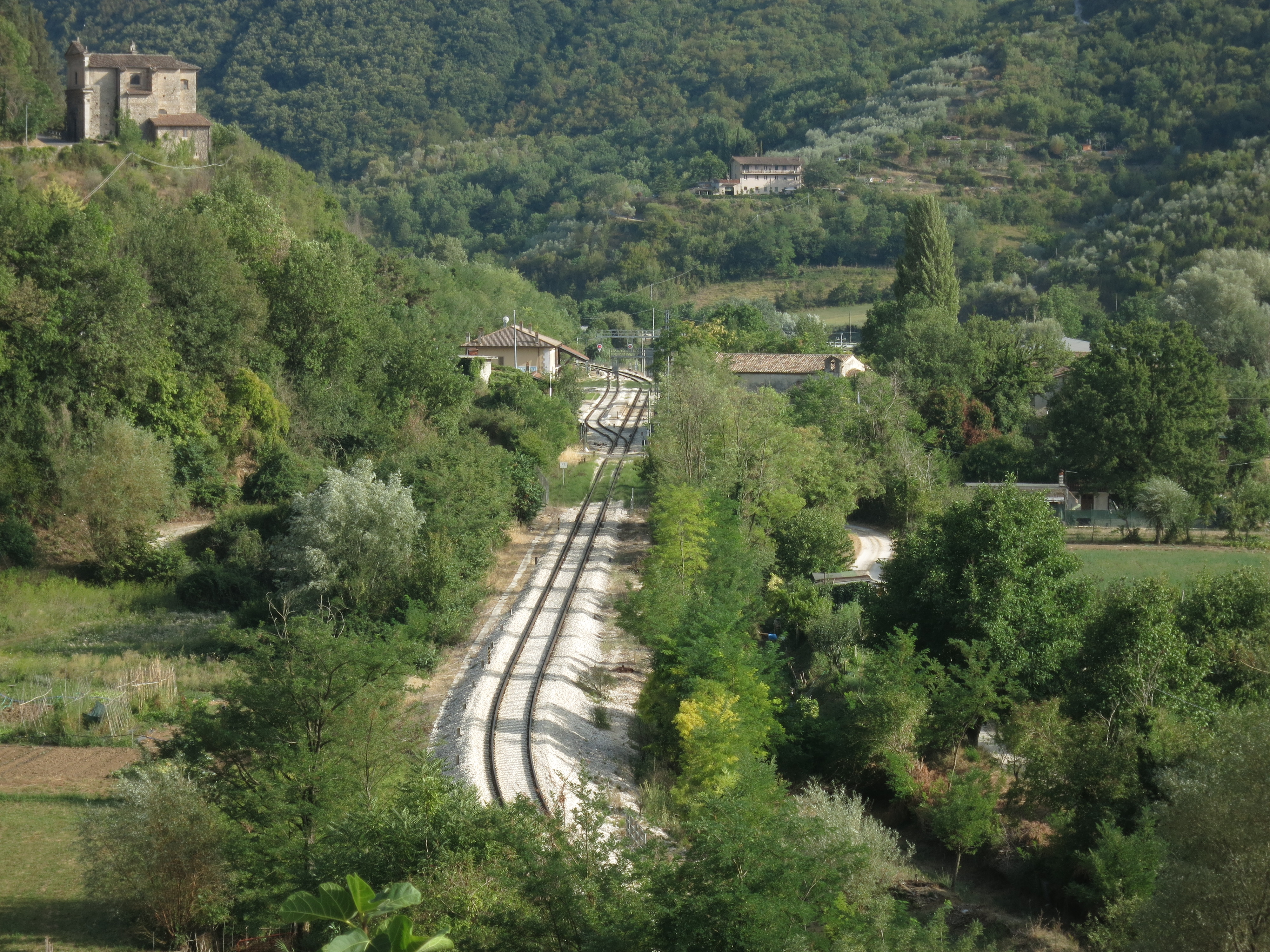
La stazione dall'alto

La stazione sorge ai piedi di Cittaducale, a circa un chilometro dal centro storico, nei pressi della piccola chiesa medievale della Madonna di Sesto. L'impianto è impresenziato dall'installazione del SSC sulla linea (1993). Il fabbricato viaggiatori ospita al pianterreno la sala d'attesa e altri locali chiusi al pubblico, mentre il piano superiore è adibito ad abitazione privata. In un piccolo fabbricato a sé stante si trovavano i servizi igienici, i cui ingressi sono murati.
Il piazzale interno si compone di due binari passanti (il primo in tracciato deviato, il secondo di corretto tracciato), serviti da due banchine: una ampia posta a fianco del primo binario, della lunghezza di 46 metri, e una stretta posta tra i due binari, della lunghezza di 53 metri. Entrambe le banchine sono scoperte, hanno un'altezza sul piano del ferro inferiore allo standard di 55 cm, e sono collegate tra loro da una passerella pedonale a raso.

Il traffico merci, oggi assente, era servito da uno scalo piuttosto ampio dove si trova tuttora il magazzino merci e un binario tronco. I principali beneficiari erano due impianti industriali collocati nei pressi della stazione, ormai entrambi chiusi e abbandonati; uno di essi (la fabbrica Grillotti) era servito da un apposito raccordo ferroviario in parte ancora visibile.

La stazione negli anni Trenta
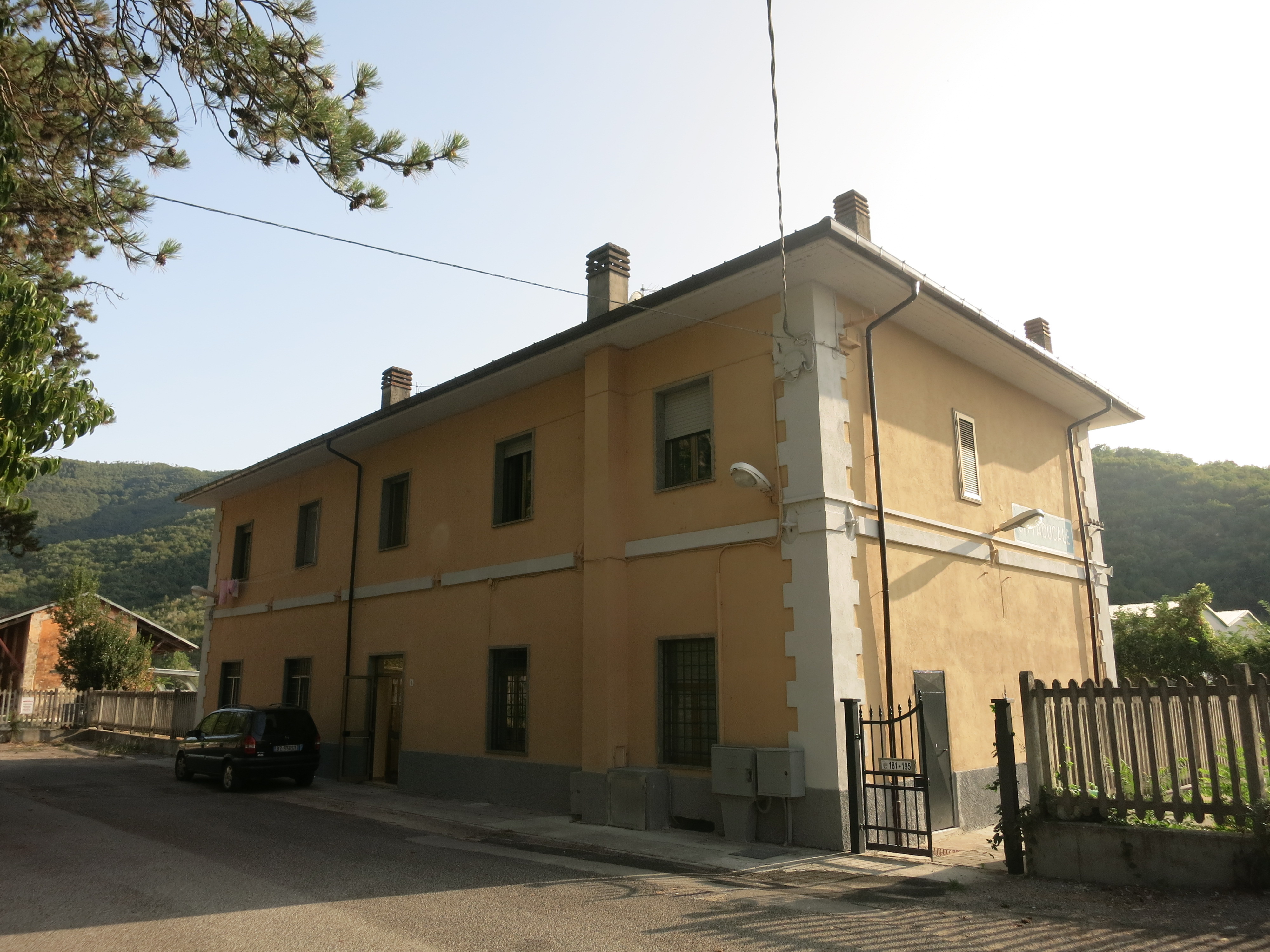
La stazione dall'esterno
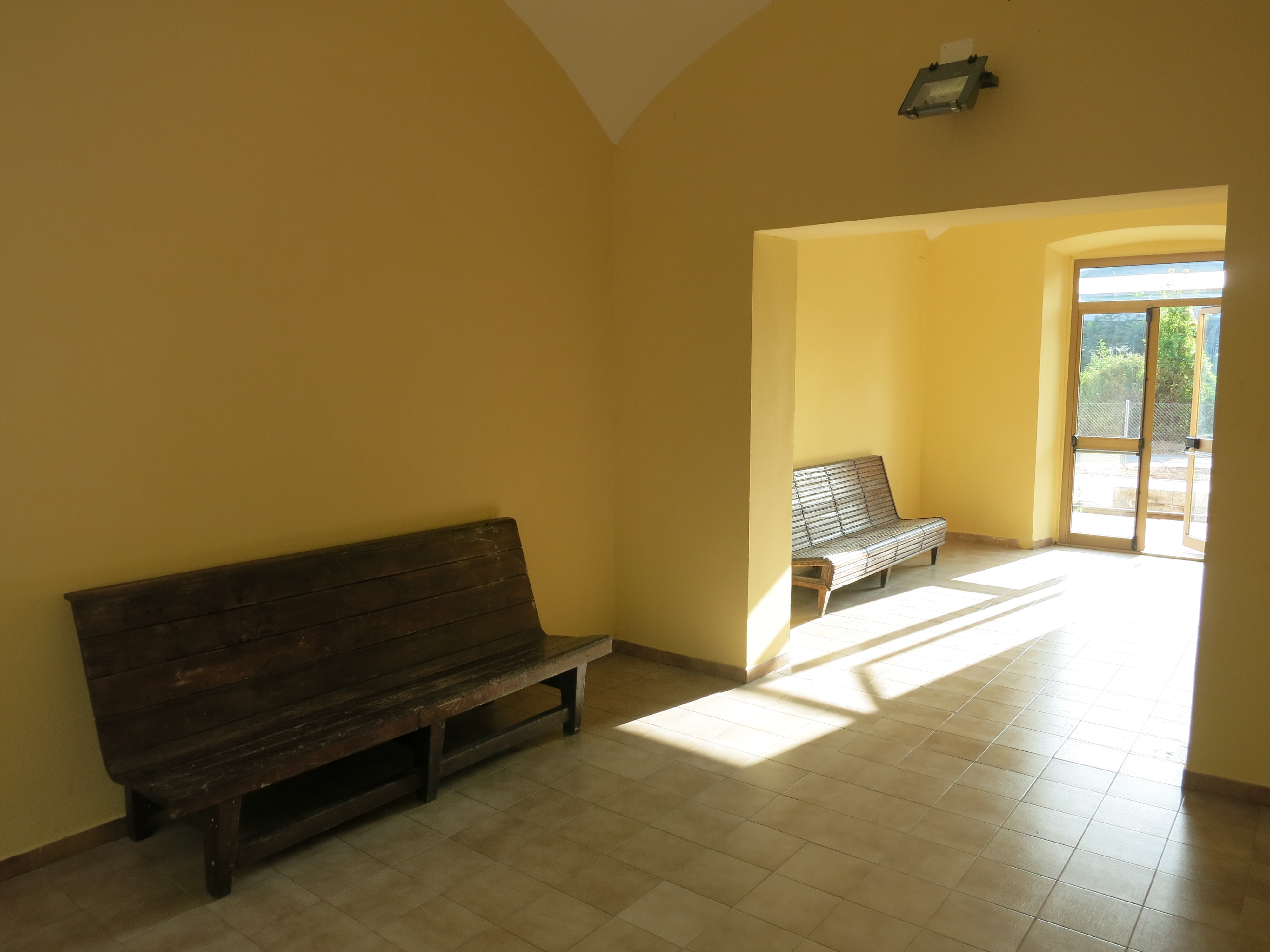
La sala d'attesa
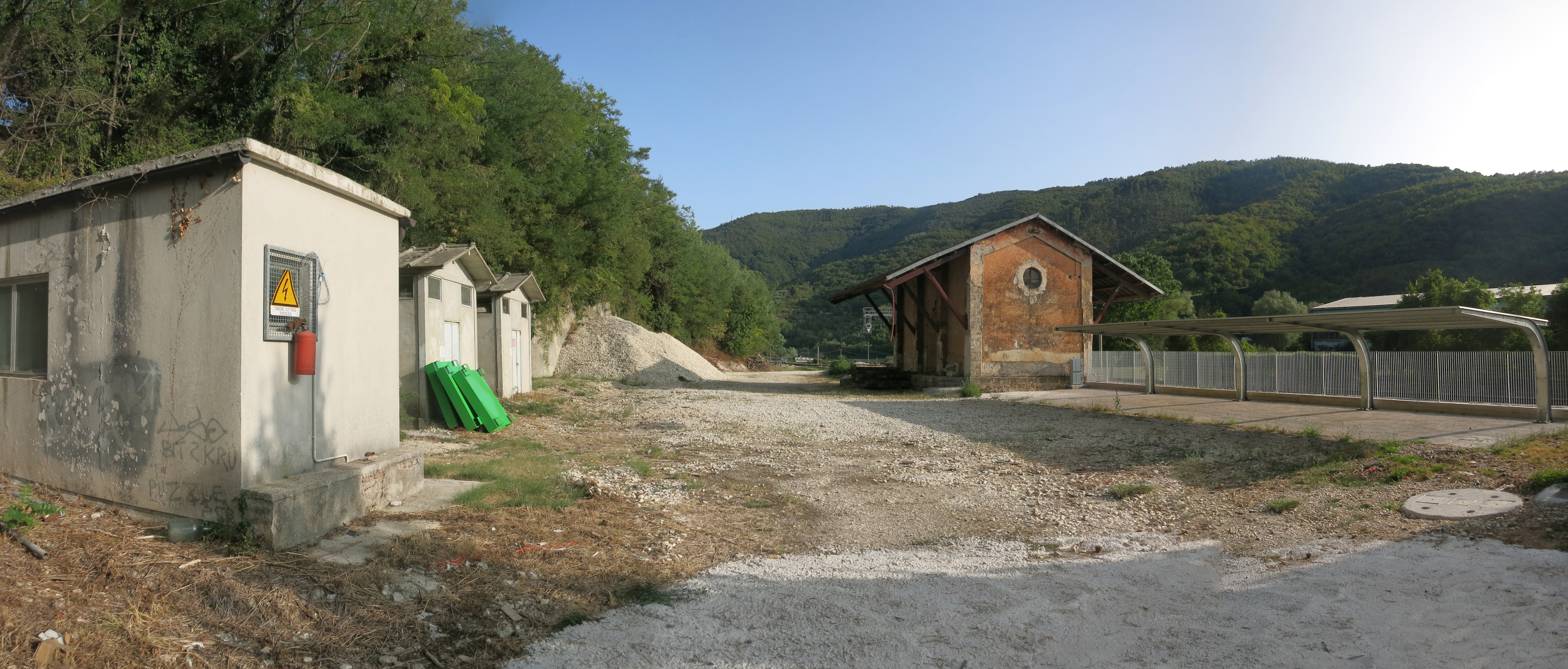
L'ex scalo merci
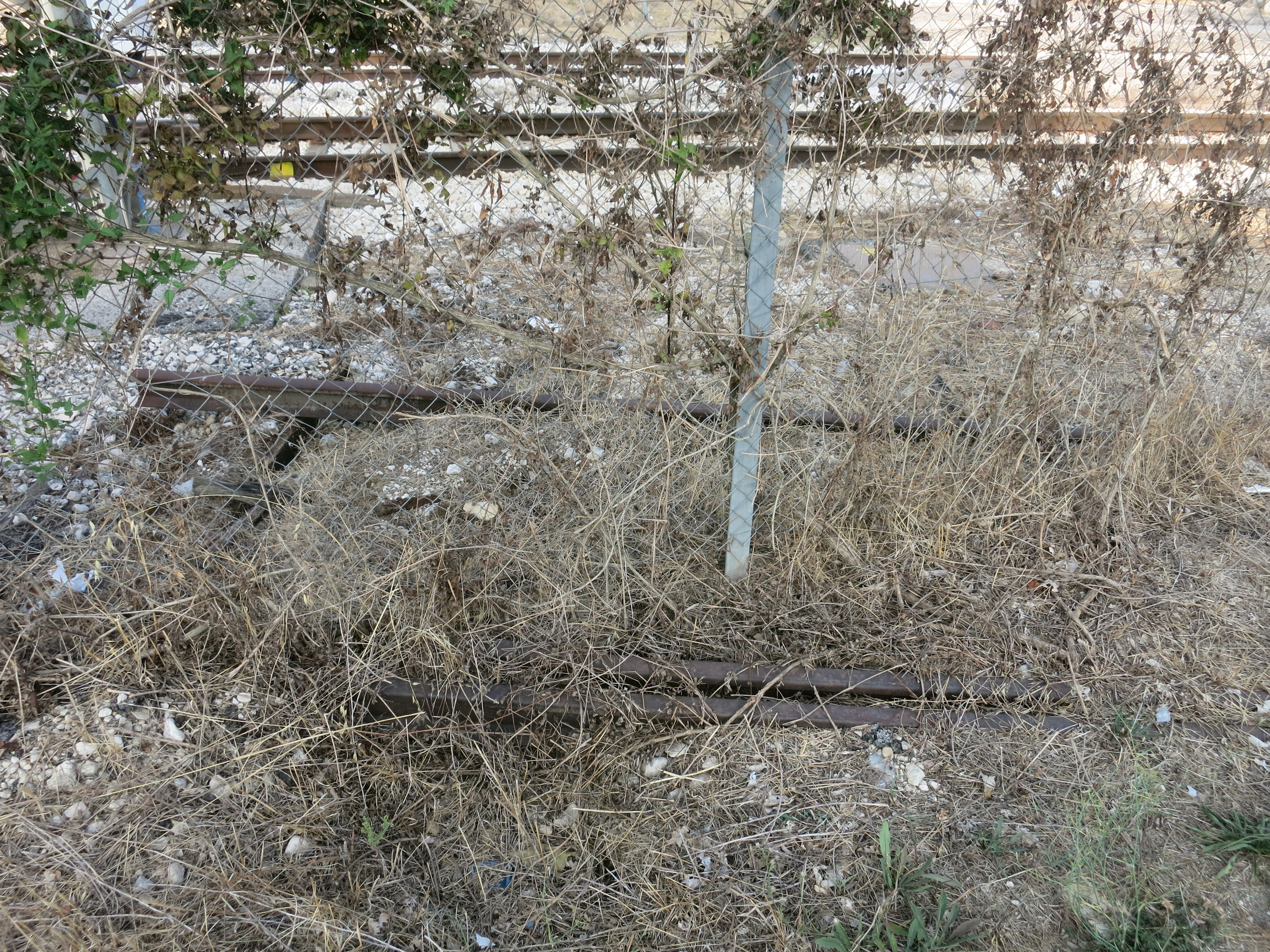
Resti del raccordo per la fabbrica Grillotti